# Uclés (vino)
Uclés es una denominación de origen protegida vinícola que ocupa gran parte de la zona oeste de la provincia de Cuenca y algunos municipios de la provincia de Toledo, en la comunidad autónoma española de Castilla-La Mancha. Tiene como centro la localidad de Uclés.
El proyecto de creación de una denominación de origen desgajada de la macrodenominación La Mancha surge en el año 2003 con la iniciativa de ocho bodegas castellanomanchegas que, a lo largo de su historia, han evidenciado el potencial de la viticultura de la zona y su enorme capacidad para crear vinos de elevada calidad, cuatro privadas de Tarancón y además las cooperativas de Fuente de Pedro Naharro y Villamayor de Santiago (Cuenca) y las dos de Santa Cruz de la Zarza (Toledo).
Una historia vitivinícola, un terreno de especiales cualidades, unas condiciones climáticas idóneas, y los antecedentes de estas ocho bodegas con una larga experiencia en el cultivo de la vid en estas tierras, así como del tratamiento de su fruto en el lagar, han impulsado la creación y desarrollo de la Denominación de Origen Uclés, que amparó, inicialmente, a vinos tintos de contrastada calidad y perfil sensorial excepcional. Hace poco se ha autorizado la producción de vinos rosados, blancos y espumosos bajo esta Denominación.

## Municipios
El área vitivinícola delimitada para esta Denominación de Origen comprende viñedos de los municipios El Acebrón, Alcázar del Rey, Almendros, Belinchón, Carrascosa del Campo, Fuente de Pedro Naharro, Horcajo de Santiago, Huelves, Huete, Langa, Loranca del Campo, Paredes, Pozorrubio, Rozalén del Monte, Saelices, Tarancón, Torrubia del Campo, Tribaldos, Uclés, Valparaíso de Arriba, Valparaíso de Abajo, Vellisca, Villamayor de Santiago, Villarrubio y Zarza de Tajo, pertenecientes a la provincia de Cuenca, así como, Cabezamesada, Corral de Almaguer y Santa Cruz de la Zarza, de la provincia de Toledo. Es decir, comprende las zonas de llanura y media montaña de Toledo y Cuenca aledañas a la provincia de Madrid y pertenecientes a dos comarcas históricas: La Mancha y la Alcarria.

## Bodegas

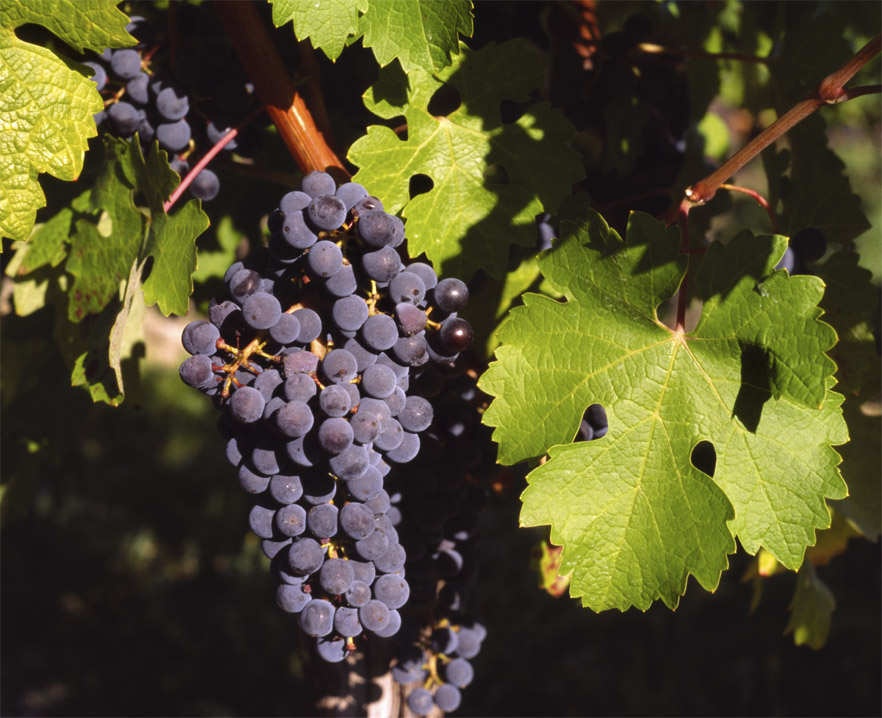
Uvas de la variedad Cabernet Sauvignon.

En la actualidad son ocho bodegas las acogidas a la Denominación de Origen Uclés. Todas con una amplia experiencia a lo largo de los años en la elaboración, crianza y comercialización de sus vinos.
Sabedoras de la importancia de los medios para poder obtener los mejores vinos, han sabido conjugar modernidad y tradición en sus instalaciones asesoradas por la profesionalidad de sus técnicos, tanto de bodega como de campo, y para el empleo de las mejores prácticas culturales para las vides de Uclés.
- Bodegas Fontana (Fuente de Pedro Naharro)
- Bodega Soledad (Fuente de Pedro Naharro)
- Pago Calzadilla (Huete)
- Bodegas La Estación (Santa Cruz de la Zarza)
- Finca La Estacada (Tarancón)
- Cooperativa “La Vid y La Espiga” (Villamayor de Santiago)
- Bodegas y Viñedos Palomar Sánchez (Tarancón)

## Uvas
Las castas autorizadas para este vino de calidad producido en región determinada (v.c.p.r.d.) son: cencibel (tempranillo), garnacha tinta, cabernet sauvignon, merlot, syrah, Verdejo, Chardonnay, Moscatel de grano menudo, Sauvignon Blanc y Macabeo.